# Liste der aktuellen Stadien der Major League Baseball
Es gibt 30 Stadien, die von Teams der Major League Baseball (MLB) genutzt werden. Das älteste Stadion ist der Fenway Park in Boston, die Heimat der Boston Red Sox, das 1912 eröffnet wurde. Das neueste Stadion ist das Globe Life Field in Arlington, Texas, Heimat der Texas Rangers, das 2020 eröffnet wurde.

## Stadien
| Bild | Namen                       | Kapazität | Ort                        | Oberfläche | Team                  | Eröffnung | Distanz zum Center Field | Typ                         | Dach-Typ    |
| ---- | --------------------------- | --------- | -------------------------- | ---------- | --------------------- | --------- | ------------------------ | --------------------------- | ----------- |
|      | American Family Field       | 41,900    | Milwaukee, Wisconsin       | Naturrasen | Milwaukee Brewers     | 2001      | 122 m (400 feet)         | Retro-Modern                | Schiebedach |
|      | Angel Stadium of Anaheim    | 45,517    | Anaheim, Kalifornien       | Naturrasen | Los Angeles Angels    | 1966      | 121 m (396 feet)         | Modern Retro-Modern         | Offen       |
|      | Busch Stadium               | 45,494    | St. Louis, Missouri        | Naturrasen | St. Louis Cardinals   | 2006      | 122 m (400 feet)         | Retro-Classic               | Offen       |
|      | Chase Field                 | 48,405    | Phoenix, Arizona           | Kunstrasen | Arizona Diamondbacks  | 1998      | 124 m (407 feet)         | Retro-Modern                | Schiebedach |
|      | Citi Field                  | 41,922    | Queens, New York           | Naturrasen | New York Mets         | 2009      | 124 m (408 feet)         | Retro-Classic               | Offen       |
|      | Citizens Bank Park          | 42,792    | Philadelphia, Pennsylvania | Naturrasen | Philadelphia Phillies | 2004      | 122 m (401 feet)         | Retro-Classic               | Offen       |
|      | Comerica Park               | 41,083    | Detroit, Michigan          | Naturrasen | Detroit Tigers        | 2000      | 128 m (420 feet)         | Retro-Classic               | Offen       |
|      | Coors Field                 | 50,144    | Denver, Colorado           | Naturrasen | Colorado Rockies      | 1995      | 126 m (415 feet)         | Retro-Classic               | Offen       |
|      | Dodger Stadium              | 56,000    | Los Angeles, Kalifornien   | Naturrasen | Los Angeles Dodgers   | 1962      | 120 m (395 feet)         | Modern                      | Offen       |
|      | Fenway Park                 | 37,755    | Boston, Massachusetts      | Naturrasen | Boston Red Sox        | 1912      | 119 m (390 feet)         | Jewel box                   | Offen       |
|      | Globe Life Field            | 40,300    | Arlington, Texas           | Kunstrasen | Texas Rangers         | 2020      | 124 m (407 feet)         | Retro-Modern                | Schiebedach |
|      | Great American Ball Park    | 42,319    | Cincinnati, Ohio           | Naturrasen | Cincinnati Reds       | 2003      | 123 m (404 feet)         | Retro-Modern                | Offen       |
|      | Guaranteed Rate Field       | 40,615    | Chicago, Illinois          | Naturrasen | Chicago White Sox     | 1991      | 122 m (400 feet)         | Modern Retro-Classic        | Offen       |
|      | Kauffman Stadium            | 37,903    | Kansas City, Missouri      | Naturrasen | Kansas City Royals    | 1973      | 125 m (410 feet)         | Modern Retro-Modern         | Offen       |
|      | LoanDepot Park              | 36,742    | Miami, Florida             | Kunstrasen | Miami Marlins         | 2012      | 124 m (407 feet)         | Zeitgenössische Architektur | Schiebedach |
|      | Minute Maid Park            | 41,168    | Houston, Texas             | Naturrasen | Houston Astros        | 2000      | 125 m (409 feet)         | Retro-Modern                | Schiebedach |
|      | Nationals Park              | 41,339    | Washington, D.C.           | Naturrasen | Washington Nationals  | 2008      | 123 m (402 feet)         | Retro-Modern                | Offen       |
|      | Oracle Park                 | 41,265    | San Francisco, Kalifornien | Naturrasen | San Francisco Giants  | 2000      | 119 m (391 feet)         | Retro-Classic               | Offen       |
|      | Oriole Park at Camden Yards | 45,971    | Baltimore, Maryland        | Naturrasen | Baltimore Orioles     | 1992      | 125 m (410 feet)         | Retro-Classic               | Offen       |
|      | Petco Park                  | 40,209    | San Diego, Kalifornien     | Naturrasen | San Diego Padres      | 2004      | 121 m (396 feet)         | Retro-Modern                | Offen       |
|      | PNC Park                    | 38,747    | Pittsburgh, Pennsylvania   | Naturrasen | Pittsburgh Pirates    | 2001      | 122 m (399 feet)         | Retro-Classic               | Offen       |
|      | Progressive Field           | 34,830    | Cleveland, Ohio            | Naturrasen | Cleveland Guardians   | 1994      | 125 m (410 feet)         | Retro-Modern                | Offen       |
|      | RingCentral Coliseum        | 46,847    | Oakland, Kalifornien       | Naturrasen | Oakland Athletics     | 1966      | 122 m (400 feet)         | Mehrzweckstadion            | Offen       |
|      | Rogers Centre               | 49,286    | Toronto, Ontario           | Kunstrasen | Toronto Blue Jays     | 1989      | 122 m (400 feet)         | Mehrzweckstadion            | Schiebedach |
|      | T-Mobile Park               | 47,929    | Seattle, Washington        | Naturrasen | Seattle Mariners      | 1999      | 122 m (401 feet)         | Retro-Modern                | Schiebedach |
|      | Target Field                | 38,544    | Minneapolis, Minnesota     | Naturrasen | Minnesota Twins       | 2010      | 123 m (404 feet)         | Retro-Modern                | Offen       |
|      | Tropicana Field             | 25,000    | St. Petersburg, Florida    | Kunstrasen | Tampa Bay Rays        | 1990      | 123 m (404 feet)         | Modern Indoor               | Geschlossen |
|      | Truist Park                 | 41,084    | Cumberland, Georgia        | Naturrasen | Atlanta Braves        | 2017      | 122 m (400 feet)         | Retro-Modern                | Schiebedach |
|      | Wrigley Field               | 41,649    | Chicago, Illinois          | Naturrasen | Chicago Cubs          | 1914      | 122 m (400 feet)         | Jewel Box                   | Schiebedach |
|      | Yankee Stadium              | 46,537    | Bronx, New York            | Naturrasen | New York Yankees      | 2009      | 124 m (408 feet)         | Retro-Classic               | Schiebedach |

- Karte mit allen Koordinaten:
- OSM |
- WikiMap